# Montlignon
Montlignon egy község Franciaországban. Lakosainak száma 2966 fő (2022. január 1.).

## Földrajza
Montlignon Domont, Eaubonne, Andilly, Margency és Saint-Prix községekkel határos.